# Altocumulus lenticularis

Altocumulus lenticularis (Ac len) nad New Hampshire

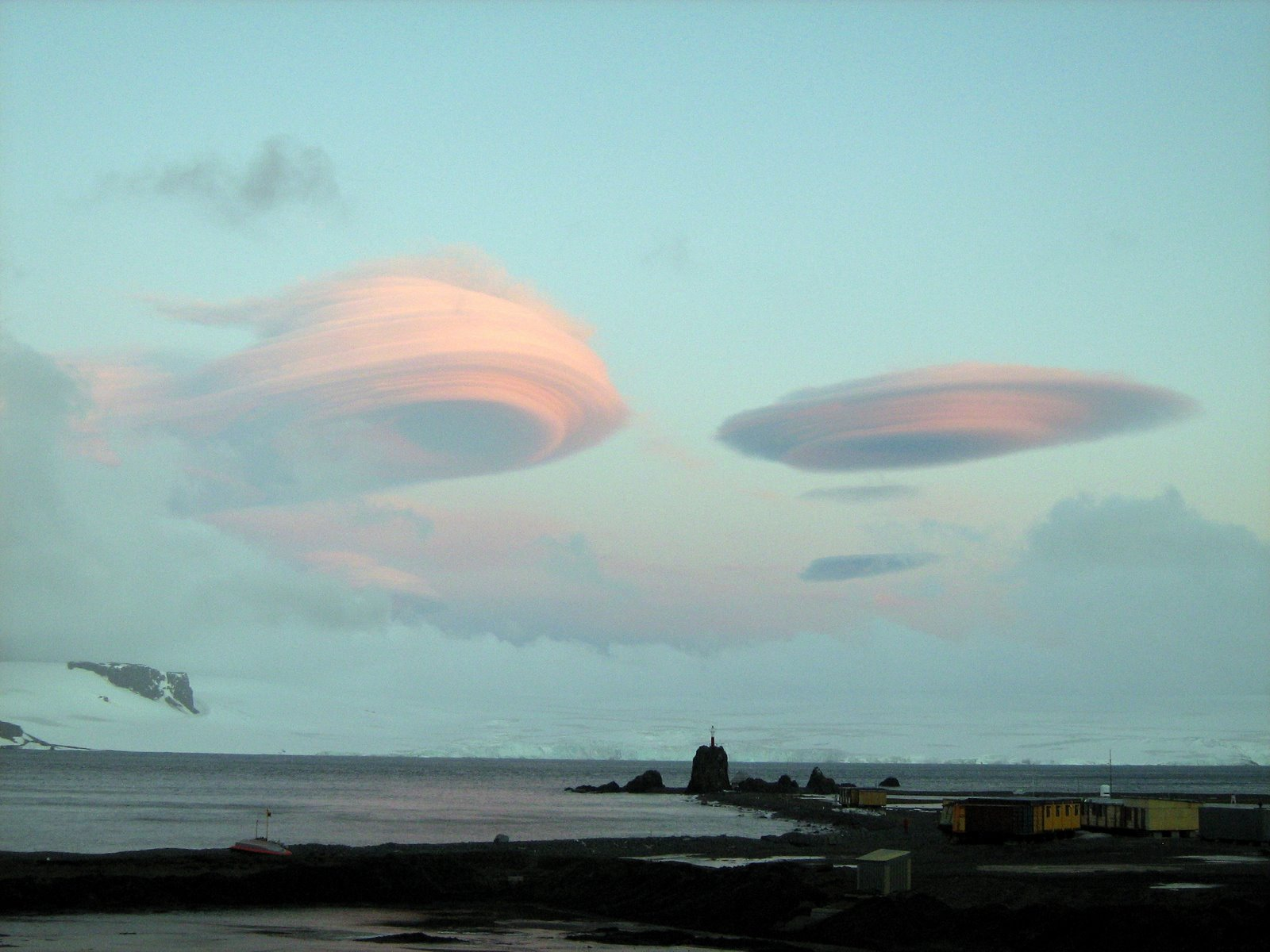
Chmury soczewkowate nad Polską Stacją Antarktyczną im. Henryka Arctowskiego

Altocumulus lenticularis (Ac len, łac. lenticularis – soczewkowaty, pol. chmura soczewkowata) – nieruchoma chmura w kształcie soczewki, migdała ustawiona pod kątem prostym do kierunku wiatru, a równolegle do linii gór. Jest typowym objawem zjawiska fenowego.
Kiedy powietrze o stabilnej wilgotności przepływa nad górami, po stronie zawietrznej mogą formować się duże fale stojące mas powietrza. Altocumulus lenticularis tworzą się w miejscach fali, gdzie panuje obniżone ciśnienie. W sprzyjających warunkach chmury te utworzyć mogą długi rząd, formując tzw. „chmurę falistą”.
Piloci samolotów unikają obszarów występowania tych chmur, gdyż często towarzyszą im turbulencje, jednak piloci szybowców poszukują ich ze względu na łatwe do zlokalizowania wiatry pionowe (tzw. noszenia) sprzyjające nabieraniu wysokości podczas szybowania. Te „powietrzne windy” są bardzo silne, lecz spokojne, co pozwala na nadzwyczaj wysokie i dalekie loty. Aktualny rekord długości i wysokości szybowania: 3000 kilometrów (wzdłuż pasma Andów) i wysokości 15  447 metrów, został osiągnięty dzięki temu zjawisku. Rekord został poprawiony, wynosi 23202,5 metra.
Chmury altocumulus lenticularis z powodu swojego kształtu mylone bywają ze zjawiskiem UFO.